# Swedish Moose
Swedish Moose war eine geplante schwedische Charterfluggesellschaft mit Sitz in Stockholm. Die Gesellschaft nahm nie den Flugbetrieb auf, die Gründungsphase wurde unterbrochen.

## Geschichte
Swedish Moose wurde 2010 durch die Muttergesellschaft SMA Aviation geplant. Als CEO der Gesellschaft sollte Daniel Lundberg fungieren, der zuvor bei der ebenfalls aus Schweden stammenden und im Wet-Lease-Segment beschäftigten Fluggesellschaft Air Sweden arbeitete. Das erste Flugzeug der Gesellschaft, ein Airbus A320-200 sollte zur Jahreswende 2010/2011 den Grundstein zur Flotte setzen, es sollte wohl das Kennzeichen SE-RIV tragen. Die Einflottung einer baugleichen Schwestermaschine war für den April 2011 vorgesehen.
Swedish Moose hatte während der Aufbauphase bereits Flugleistungen verkaufen können. Das schwedische Flugbuchungs- und Reiseunternehmen ScanJet wollte Kapazitäten des Start-Up-Carriers Swedish Moose einsetzen.
Aus unbekannten Gründen ließ Swedish Moose alle Pläne während der Vorbereitungszeit fallen.

## Flugziele
Geplant war, dass Swedish Moose vom 13. Februar bis zum 13. März wöchentlich die Strecke Östersund – Amsterdam bedienen sollte. Darüber hinaus sollten im Sommer 2011 Split mit Göteborg, Stockholm und Örnsköldsvik sowie Rijeka mit Göteborg und Stockholm verbunden werden.